# Heterothele spinipes
Heterothele spinipes är en spindelart som beskrevs av Pocock 1897. Heterothele spinipes ingår i släktet Heterothele och familjen fågelspindlar.
Artens utbredningsområde är Tanzania. Inga underarter finns listade i Catalogue of Life.